# Simulium ferganicum
Simulium ferganicum är en tvåvingeart som beskrevs av Rubtsov 1940. Simulium ferganicum ingår i släktet Simulium och familjen knott. Inga underarter finns listade i Catalogue of Life.